# Bisarbhora
Bisarbhora (nep. बिसरभोरा) – gaun wikas samiti w środkowej części Nepalu w strefie Dźanakpur w dystrykcie Dhanusa. Według nepalskiego spisu powszechnego z 2011 roku liczył on 928 gospodarstw domowych i 4907 mieszkańców (2576 kobiet i 2331 mężczyzn).